# Zavod sv. Josipa u Sarajevu
Zavod sv. Josipa je rimokatolički zavod Družbe Kćeri Božje ljubavi u Sarajevu.
Osnovala ga je s. utemeljiteljica redovničke zajednice Kćeri Božje ljubavi Franziska Lechner 1882. godine, iste godine kad je na poziv Sluge Božjega Josipa Stadlera, prvog nadbiskupa vrhbosanskog, došla u BiH. Zavod je podignut na obodu Banjskog brijega. Zavod je s. Franziska povjerila sv. Josipu iz njene iskrene pobožnosti i vjere da će sv. Josip voditi tu zajednicu i školu. U zgradi Zavoda danas je Katolički školski centar.
Družba je osnivala škole pri ovom Zavodu. Osnovale su osnovnu, građansku i žensku srednju stručnu obrtnu školu i Višu djevojačku školu. Viša djevojačka škola djelovala je od 1908., pravo javnosti škole Zemaljska vlada BiH odobrila je 30. srpnja 1912.godine. Školske evidencije od 1908. do 1945. primljene su u Povijesni arhiv Sarajevo 1961. godine s građom ostalih katoličkih konfesionalnih škola. Družba je 1913. osnovala žensku stručnu obrtnu školu. Zemaljska vlada BiH je ženske stručne škole za šivanje rublja i krojenje haljina otvorila je svojom Odredbom od 18. listopada 1913. godine. Ova je škola imala pripremno godište i tri razreda stručne škole, a po završetku stručne obuke nastavljen je rad u radionicama. Kao i druge vjerske škole ukinuta je 1945. godine, a školska arhivska građa primljena je u Arhiv 1961. godine s arhivima ostalih konfesionalnih škola. 1929. osnovala je Družba žensku školu obrtno-industrijskog smjera. Dolaskom jugokomunista i potiskivanjem vjere, posebno katoličke, gasili su vjerske škole. Arhivska građa iz Zavoda, koja obuhvaća godine od 1929. do 1945. primljena je u Povijesni arhiv Sarajevo 1963. godine. Pri Zavodu je djelovala i ženska i muška učiteljska škola, čija je građa završila u fondu Arhiva u Sarajevu.
Uprava Zavoda je 1911. kupila na vilu na Palama i kompleks dobro uređene crnogorične šume. Vilu su nazvali Marijin dom, dogradili joj kapelicu Majke Divne te u bliznini podignuli drvenu kuću u kojoj su smjestili osnovnu školu. Marijin dom trebao je biti mjestom oporavka bolesnih sestara i nastavnica iz Zavoda sv. Josipa u Sarajevu. Vremenom se pokazao kao iznimna dobrotvorna ustanova.

## Vanjske poveznice
- Katolički tjednik Prvopričesnici u Zavodu Sv. Josipa 1938., 22. veljače 2017.
- Konferencija viših redovnickih poglavara i poglavarica Bosne i Hercegovine Duhovni susret u Zavodu sv. Josipa u Sarajevu, 11. svibnja 2016.
- KTABKBIH Duhovni susret u Zavodu sv. Josipa u Sarajevu, 10. svibnja 2016.